# Мейми Айзенхауер
Мейми Дженева Доуд Айзенхауер (на английски: Marie "Mamie" Geneva Doud-Eisenhower) е съпруга на 34-тия президент на САЩ - Дуайт Айзенхауер. Първа дама на САЩ от 1953 до 1961 година.
Родена е в Бун, Айова на 14 ноември 1896 година. Когато е на 7- годишна възраст, семейството се премества да живее в щат Колорадо. През 1915 година, във Форд Сам Хюстън, Мейми среща младия лейтенант Дуайт Айзенхауер. Двамата се сгодяват на деня на Свети Валентин през 1916 година. Сключват брак на 1 юли същата година. Първото им дете, Доуд Дуайт, се ражда през 1917 година, но умира от скарлатина през 1921 година. Второто им дете отново е момче - Джон Айзенхауер и се ражда през 1922 година в Денвър. Също като баща си става военен, по-късно е посланик на САЩ в Белгия. Мейми Айзенхауер умира на 82-годишна възраст във Вашингтон. Погребана е във фамилната гробница на семейство Айзенхауер в Абилийн, Канзас.